# Comunismo y homosexualidad
La relación entre el comunismo y la homosexualidad ha sido muy heterogénea a lo largo del tiempo en cada uno de los diferentes Estados socialistas y por los partidos comunistas, variando desde la completa aceptación hasta incluso la condena.
Mientras que Karl Marx apenas trató el tema de la sexualidad, algunos estados socialistas consideraron que la homosexualidad era el resultado de la decadencia de la sociedad capitalista burguesa. Sin embargo, otras muchas posturas comunistas más cercanas al progresismo, especialmente en el siglo XXI, consideran que la liberación sexual y LGBT son asuntos clave dentro del comunismo. En España, el PCE, integrado en Izquierda Unida, fue el primer partido político nacional en llevar en su programa electoral el reconocimiento de las uniones entre parejas del mismo sexo en 1989, así como la adopción en 1996 y el matrimonio igualitario en 2000.

## Historia temprana
Los intelectuales y dirigentes comunistas tuvieron posiciones muy dispares en los asuntos relativos a los derechos LGBT. Karl Marx y Friedrich Engels escribieron muy poco sobre el tema en sus trabajos. Marx, en particular, comentó muy raramente la sexualidad, mientras que Engels relacionaba la homosexualidad con la pederastia de la Grecia antigua.
Durante la República de Weimar, el Partido Comunista de Alemania se unió con los socialdemócratas al apoyar la legalización de las relaciones homosexuales privadas y consensuadas entre adultos.
El Partido Comunista de la Unión Soviética abolió todas las leyes zaristas en 1917 y redactó un nuevo código penal en 1920, despenalizando de esta forma el divorcio, el aborto y la homosexualidad. Aun así, la homosexualidad siguió siendo un delito común en algunas Repúblicas soviéticas durante los años 1920. En 1933 Iósif Stalin añadió el Artículo 121 al código penal de toda la Unión Soviética, que hizo de la homosexualidad masculina un delito punible con hasta cinco años de prisión y trabajos forzados. Los historiadores discrepan sobre el fundamento del Artículo 121; de las pocas declaraciones oficiales se extrae que tendían a confundir la homosexualidad con la pedofilia, ligado además con la creencia de que la homosexualidad era solo practicada por la aristocracia o los fascistas. Esta ley se mantuvo intacta hasta después de la disolución de la Unión Soviética, y se derogó en 1993.

## Homosexualidad y afiliación al Partido Comunista
A veces, a los hombres homosexuales les era denegada la afiliación o eran expulsados de partidos comunistas de muchos países del mundo durante gran parte del siglo XX, como fue el caso de Jaime Gil de Biedma o Pier Paolo Pasolini. En ese momento, la mayoría de los partidos comunistas del mundo siguieron los precedentes sociales enunciados en la URSS. Aun así, esto no siempre fue el caso.
Algunos miembros notables homosexuales de partidos comunistas incluyen:
- Richard Linsert, fue un sexólogo y activista alemán por los derechos de la comunidad LGBT, una de las figuras más importantes en esta área en la década de 1920. Linsert fue miembro activo del  KPD y de las Roter Frontkämpferbund así como del WhK
- Mark Ashton, el fundador de Lesbians and Gays Support the Miners y defensor de los derechos LGBT, miembro del Partido Comunista de Gran Bretaña.
- Harry Hay, activista de derechos LGBT, defensor de los derechos de los trabajadores y de los derechos civiles de los nativos americanos, fundador de la Mattachine Society y cofundador del Frente de Liberación Gay, miembro del Partido Comunista de los EE. UU.[17]
- Antonio Maíllo, profesor y ex-coordinador general de IULV-CA.
- Nancy Cárdenas fundadora del Frente de Liberación Homosexual y considerada la madre del movimiento LGBT en México era una militante activa del Partido Comunista Mexicano y guerrillera de la Liga Comunista 23 de Septiembre.

Por otro lado, varias personalidades relevantes del comunismo o socialismo no europeo a lo largo del mundo tenían una opinión desfavorable a la homosexualidad, llegando incluso a la homofobia. Para el chino Mao Zedong, los homosexuales eran «enfermos mentales» y «elementos contrarrevolucionarios»; para el cubano Fidel Castro, la homosexualidad era «una degeneración que no podía tener lugar en la sociedad», frase que posteriormente reconocería como un error y pediría disculpas; para el argentino Ernesto Che Guevara la homosexualidad era inaceptable en el socialismo; el venezolano Nicolás Maduro usó el adjetivo «homosexual» como insulto contra sus opositores. Mao Zedong, Fidel Castro y Ernesto Guevara persiguieron y censuraron la homosexualidad en todos sus aspectos.

## Estados socialistas anteriores

Países actuales con un régimen político comunista de ideología marxista-leninista o maoísta

Países donde es legal algún tipo de reconocimiento de uniones del mismo sexo

En la actualidad, Cuba es el único país de ideología marxista-leninista o maoísta  que ha equiparado el matrimonio homosexual con el heterosexual tras aprobar el nuevo código de familias mediante referéndum en el 2022 así como la igualdad en la adopción.

### Unión Soviética
Tras la Revolución de 1917, los bolcheviques abolieron las leyes zaristas, legalizando el divorcio incausado, el aborto y la homosexualidad. La tipificación de la homosexualidad como delito fue retirada en los códigos penales de Rusia de 1922 y 1926, aunque la homofobia social seguía presente. Así fue posible que Gueorgui Chicherin se convirtiese en ministro soviético de Asuntos Exteriores de 1918 a 1930, aunque tuviese que cesar prácticamente sus relaciones con otros homosexuales y fuera enviado a partir de 1925 a diversas clínicas para tratar de «curar» su homosexualidad.
Sin embargo, la legalización de los actos homosexuales consentidos y privados entre adultos solo se aplicaba a Rusia misma. La homosexualidad o la sodomía siguieron siendo crímenes en Azerbaiyán (ilegalizado oficialmente en 1923), así como en las repúblicas soviéticas de Transcaucasia y Asia central durante la década de 1920. Leyes criminales similares fueron implementadas en Uzbekistán en 1926 y Turkmenistán el año siguiente.
En 2013 se publicó por primera vez una foto (a la derecha) de un baile de invertidos en Rusia, concretamente en Petrogrado, celebrada el 15 de febrero de 1921, durante los primeros años del régimen soviético. La foto fue hecha por los expertos forenses de la policía, que había realizado una redada en el piso en el que se estaba celebrando la fiesta, tras recibir un chivatazo anónimo sobre actividades «contra natura» en un piso de la calle Simeon n.° 6. Se detuvo a 98 marineros, soldados y civiles —a pesar de que la sodomía había sido legalizada. Se habían reunido a celebrar una «boda de travestidos», muchos de ellos disfrazados en trajes femeninos, «vestidos españoles» y «pelucas blancas», para bailar el vals y el minueto, y socializar con otros hombres. El comisario de justicia responsable justificó la redada con que una muestra pública de tendencias homosexuales podía poner en peligro a las «personalidades sin asentar». Aunque ninguno de los participantes fue condenado, el dueño del piso, Eduard Michel, fue acusado de regentar un burdel según el artículo 171 del código penal de la República Socialista Federativa Soviética de Rusia, delito penado con un mínimo de 3 años de prisión y confiscación de toda o parte de las propiedades.
La Unión Soviética envió delegados al Institut für Sexualwissenschaft, en Alemania, así como a algunas conferencias internacionales sobre la sexualidad humana, que expresaban su apoyo a la legalización de las relaciones homosexuales consentidas y privadas entre adultos. Sin embargo, en la década de 1930, junto con un incremento de la represión política de los disidentes y de las nacionalidades no rusas bajo Stalin, los asuntos LGBTI se enfrentaron a la censura gubernamental y políticas cada vez más represivas en toda la Unión Soviética. La homosexualidad fue declarada oficialmente como una enfermedad. La situación oficial podría ser resumida en el artículo de la Gran Enciclopedia Soviética de 1930, escrito por el experto médico Sereisky:

La legislación soviética no reconoce los crímenes contra la moralidad. Nuestras leyes proceden del principio de protección de la sociedad y por lo tanto contienen castigos solamente en aquellos casos en los que los jóvenes y menores son objetos del interés homosexual [...] mientras reconoce lo incorrecto del desarrollo homosexual [...] nuestra sociedad combina medidas profilácticas y terapéuticas con todas las condiciones necesarias para hacer los conflictos que afligen a los homosexuales tan libres de dolor como sea posible y para resolver su típico distanciamiento de la sociedad dentro del colectivo
Sereisky, Gran Enciclopedia Soviética, 1930, p. 593

### República Democrática Alemana
La zona de ocupación soviética, a propuesta del jurista Wolfgang Weiß, comenzó a emplear en 1949 la versión del artículo 175 anterior a 1935, por lo que ya solo son ilegales «acciones similares al concúbito natural». Tras la creación de la República Democrática Alemana en octubre de 1949 se mantuvo esta versión de la República de Weimar del artículo, pero junto al §175a tal como se publicó en 1935 bajo el régimen nazi. La modificación o eliminación del artículo fue discutida en varias ocasiones; la propuesta de 1957 se rechazó en 1959 por no ser compatible con la moral socialista. El artículo 175 fue incluso empleado en 1953 contra el ministro de justicia Max Fechner, al que se acusaba de estar a favor del levantamiento popular contra el régimen que se había producido ese mismo año. También se empleaba como argumento la relación de la homosexualidad con los dirigentes nazis (recuérdese a Röhm), tal como hizo, por ejemplo, el presidente de la RDA Wilhelm Pieck.
Autores afectos al régimen y de cierta relevancia, como Johannes R. Becher y Louis Fürnberg, se casaron para ocultar su homosexualidad. Otros, como Ludwig Renn, consiguió mantener a penas su convivencia con otros dos hombres en una especie de piso de gays, pero tuvo que renunciar a volver editar su libro Vor großen Wandlungen que había publicado en su exilio en Suiza y que trataba de la homosexualidad.
Las asociaciones, revistas y manifestaciones públicas LGBT fueron prohibidas tras la Guerra. Los homosexuales se vieron reducidos a reunirse en algunos pocos locales en Berlín Oriental, Leipzig, Dresde y Magdeburgo, locales que las autoridades tenían bajo vigilancia y que podían ser cerrados sin más. La situación empeoró todavía en 1961 con la creación del Muro de Berlín, que aisló por completo a las comunidades LGBT de la RDA de las del lado occidental. No quedaron más que unos pocos defensores de los derechos de los homosexuales, entre los que hay que destacar a Rudolf Klimmer, que ya en 1949 escribió e intentó publicar el libro Die gleichgeschlechtliche Liebe (El amor homosexual) y que consiguió publicar un artículo en una revista jurídica defendiendo la eliminación de penas para actos homosexuales voluntarios entre adultos. Klimmer llegó incluso a pedir en 1966 el reconocimiento de las víctimas nazis del §175, pero la respuesta del gobierno fue que no se podían equiparar a los luchadores de la resistencia o los perseguidos por su raza, por lo que consideraban que no había necesidad de tomar medidas especiales.
La situación comenzó a cambiar a finales de la década de 1960. En 1968 el Gobierno aprobó un nuevo código penal en el que sorprendentemente ya no se encontraba el §175; en total se habían condenado a 300 hombres por este artículo. Se mantuvo el artículo 151, que definía la edad de consentimiento homosexual en 18 años, mientras que la heterosexual era de 16. A pesar de la legalización, no cambió la prohibición de publicaciones y asociaciones, ya que se temía una «extensión» del fenómeno, y la situación social no se modificó. En 1973, tras emitirse por la televisión pública de Alemania Occidental la película Nicht der Homosexuelle ist pervers, sondern die Situation, in der er lebt (No es perverso el homosexual, sino la situación en la que vive) se formó la primera organización LGBT, la Homosexuelle Interessengemeinschaft Berlin (Comunidad de intereses homosexual). Su objetivo a corto plazo era convertirse en un refugio y centro de información para los hombres y mujeres homosexuales; a largo plazo querían que la homosexualidad se convirtiera en una parte aceptada de la sociedad socialista. El grupo se encontraba a menudo en el Gründerzeitmuseum del travestí Charlotte von Mahlsdorf, organizando un cabaré llamado Hibaré, encuentros, discusiones y disertaciones semanales y algunas fiestas. En 1976 intentaron inscribir la asociación, pero una ola de represión en contra de cualquier tipo de disidencia y crítica causada por el caso Wolf Biermann lo hizo fracasar. En 1978 la policía les prohibió reunirse en el Gründerzeitmuseum, por lo que volvieron a reunirse en casas privadas y locales alquilados para la ocasión. Finalmente, en 1979, el grupo se disolvió desanimado después de que el Gobierno les respondiese que «organizaciones de homosexuales no están permitidas, para incitar a jóvenes que todavía dudan a decidirse por el lado mejor [el heterosexual].»

## Estados socialistas actuales

### República Popular China
La homosexualidad fue despenalizada en China en 1997 y fue desclasificada como enfermedad mental en 2002. La sociedad china se está volviendo poco a poco más tolerante hacia la homosexualidad. Desde 2003 se ha discutido sobre la apertura del matrimonio a personas del mismo sexo, aunque nunca ha habido un apoyo claro por parte del gobierno.En épocas recientes, las restricciones y vigilancias por parte del gobierno han aumentado.

### Corea del Norte
En Corea del Norte los derechos LGBT son muy limitados y el tema de homosexualidad continúa siendo tabú. Mientras que el gobierno proclama tolerancia hacia las personas sexo-diversas y ha declarado su creencia de que la homosexualidad no es una elección y está definida por factores genéticos, rechaza lo que alega como «promiscuidad y clasismo» de la cultura gay de Occidente.

### Cuba
Antes de la Revolución cubana, Cuba tuvo leyes que criminalizaban a los hombres homosexuales. Aun así, la homosexualidad masculina era una parte importante de la industria de prostitución para los turistas y militares estadounidenses, asociada al juego y la actividad criminal.
Después de la Revolución, la posición respecto a la homosexualidad continuó siendo negativa, y algunas personas LGBT optaron por emigrar, puesto que se vinculaba la homosexualidad con el imperialismo estadounidense. Sin embargo, la ley que criminalizaba la homosexualidad fue derogada en 1979.
El Partido Comunista de Cuba incluyó en 2013 la defensa de los derechos LGBT en su reglamento y en 2022 se aprobó el matrimonio igualitario, la adopción homoparental y la gestación subrogada no comercial mediante un referéndum.

### Laos
Desde que el Pathet Lao tomó el poder en 1975, el gobierno no ha tenido ninguna posición respecto a los derechos LGBT. La homosexualidad no es delito en Laos, pero la homosexualidad femenina está relativamente mal vista, mientras que la homosexualidad masculina está considerablemente más tolerada. La aceptación de la homosexualidad en Laos continúa creciendo hoy en día.

### Vietnam
La homosexualidad en Vietnam nunca estuvo penalizada, aunque es un tema que no se trata habitualmente. El Diario de la Juventud Comunista publicó una historia que afirmaba que «algunas personas nacen homosexuales al igual que algunas personas nacen zurdas». Según un estudio realizado en Ciudad Ho Chi Minh en 2007, solo el 20 % de los adolescentes creían que ser homosexual era algo malo.
El 5 de agosto de 2012, Vietnam tuvo su primera marcha del Orgullo LGBT. A pesar de que los manifestantes no tenían permiso para realizarla, la policía intentó parar la manifestación y no se reportaron informes de reacciones negativas. Al acontecimiento le siguió una sorprendente propuesta del Ministerio de Justicia para enmendar las leyes de matrimonio en Vietnam e incluir a parejas del mismo sexo —de haberlo hecho, Vietnam se hubiera convertido en el primer país asiático en aprobar el matrimonio igualitario—.
En noviembre de 2013, la Asamblea Nacional eliminó la disposición constitucional que definía el matrimonio como la unión entre un hombre y una mujer.
El 27 de mayo de 2014, el Comité de la Asamblea Nacional para Asuntos Sociales quitó la disposición legal de dar algunos derechos a las parejas del mismo sexo de la enmienda de la ley de Matrimonio y Familia. La ley fue aprobada por la Asamblea Nacional el 19 de junio de 2014. Una encuesta de marzo de 2014 indicaba que el 53 % de los vietnamitas eran contrarios al matrimonio igualitario.
El 1 de enero de 2015, la ley de 2014 sobre Matrimonio y Familia entró en vigor. Esta declara que mientras Vietnam permite la celebración de ceremonias entre parejas del mismo sexo, no ofrece ninguna protección o reconocimiento legal a esas uniones. A pesar de la limitación, la comunidad LGBT vietnamita es muy optimista pues constituye un paso sólido hacia la igualdad.